# Macrobiotus rioplatensis
Macrobiotus rioplatensis är en djurart som tillhör fylumet trögkrypare, och som beskrevs av Claps och Rossi 1997. Macrobiotus rioplatensis ingår i släktet Macrobiotus och familjen Macrobiotidae. Inga underarter finns listade i Catalogue of Life.